# Logan House (Volleyballspieler)
Logan House (* 6. Oktober 1999 in Barrie, Ontario) ist ein kanadischer Volleyballspieler.

## Karriere
House begann seine Karriere an der Eastview Secondary School in Barrie. Von 2017 bis 2022 studierte er an der Brock University und spielte in der Universitätsmannschaft Badgers. Nach seinem Studium ging er 2022 zum österreichischen Erstligisten VC Amstetten. 2023 wurde der im Außen- und Diagonalangriff eingesetzte House vom deutschen Bundesliga-Aufsteiger VC Bitterfeld-Wolfen verpflichtet.